# Dodecaedro troncato triaumentato
In geometria solida, il dodecaedro troncato triaumentato è un poliedro con 62 facce che può essere costruito, come intuibile dal suo nome, aumentando un dodecaedro troncato facendo combaciare tre delle sue facce decagonali non adiacenti con la base di tre cupole pentagonali.

## Caratteristiche
Il dodecaedro troncato triaumentato è uno dei 92 solidi di Johnson, in particolare quello indicato come J71, ossia un poliedro strettamente convesso avente come facce dei poligoni regolari, ma comunque non appartenente alla famiglia dei poliedri uniformi, ed è il settimo di una serie di diciannove solidi archimedei modificati tutti facenti parte dei solidi di Johnson.
Per quanto riguarda i 75 vertici di questo poliedro, su 30 di essi incidono due facce decagonali e una triangolare, su altri 30 incidono una faccia decagonale, una quadrata e due triangolari, e sugli altri 15 incidono una faccia pentagonale, due quadrate e una triangolare.

## Formule
Considerando un dodecaedro troncato triaumentato avente come facce dei poligoni regolari aventi lato di lunghezza {\displaystyle a}, le formule per il calcolo del volume {\displaystyle V} e della superficie {\displaystyle A} risultano essere:
{\displaystyle V={\frac {7}{12}}\left(75+37{\sqrt {5}}\right)a^{3}\approx 92,0118005\ldots a^{3};}
{\displaystyle A={\frac {a^{2}}{4}}\left(60+35{\sqrt {3}}+3\left(30+{\sqrt {5}}\right){\sqrt {5+2{\sqrt {5}}}}\right)\approx 104,5647564\ldots a^{2}.}